# Valojoulx
Valojoulx – miejscowość i gmina we Francji, w regionie Nowa Akwitania, w departamencie Dordogne.
Według danych na rok 1990 gminę zamieszkiwało 197 osób, a gęstość zaludnienia wynosiła 17 osób/km² (wśród 2290 gmin Akwitanii Valojoulx plasuje się na 980. miejscu pod względem liczby ludności, natomiast pod względem powierzchni na miejscu 960.).